# Береке (Келеський район)
Береке́ (каз. Береке) — село у складі Келеського району Туркестанської області Казахстану. Входить до складу Ошактинського сільського округу.
До 2002 року село називалося Комінтерн.
Населення — 2051 особа (2021; 1877 у 2009, 1569 у 1999, 1358 у 1989).